# Túnel Ferroviário da Lapa (Porto)
O Túnel do Lapa, originalmente denominado de Túnel da Trindade, é um túnel ferroviário que permite a ligação entre as estações da Lapa e a estação da Trindade, do Metro do Porto, no centro da cidade do Porto, Portugal. Faz ainda ligação ao Túnel J, que é um túnel de serviço que permite a circulação dos comboios fora de serviço entre a rede principal (que engloba as linhas: A, B, C, E e F) e ao Túnel Salgueiros-Ponte da Linha D (amarela). Foi construído originalmente pela Companhia dos Caminhos de Ferro do Norte de Portugal quando se prolongou a Linha da Póvoa até à zona da Trindade, em 1932.

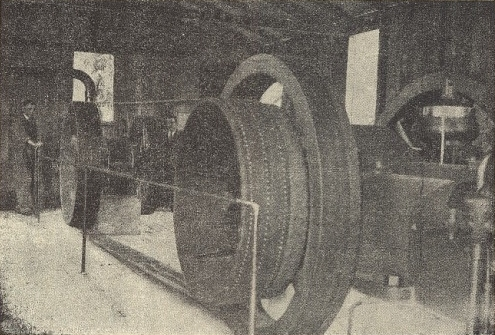
Compressores utilizados na perfuração do túnel

## História

### Antecedentes, construção e inauguração
Em 1875, a Companhia do Caminho de Ferro do Porto à Póvoa e Famalicão inaugurou a sua Linha da Póvoa, que tinha originalmente a sua estação terminal do Porto na Boavista. Posteriormente, aquela empresa fundiu-se com a Companhia do Caminho de Ferro de Guimarães, formando a Companhia dos Caminhos de Ferro do Norte de Portugal, que iniciou um projecto para prolongar as suas linhas de Guimarães e da Póvoa até uma nova estação terminal na Trindade, comum a ambas as linhas.
O lanço entre a Boavista e a Trindade, chamado de ramal da Trindade, seria composto por via dupla de bitola métrica, e incluiria um túnel de cerca de 500 m de comprimento, que se iniciaria junto ao Apeadeiro de Avenida da França, e terminaria já dentro das vias de manobras da estação da Trindade. As obras do novo lanço iniciaram-se em 28 de Outubro de 1930, e em finais de 1931 já estava totalmente perfurada a galeria de avanço do túnel. A construção do túnel foi muito dispendiosa, tendo a Companhia do Norte sido forçada a vender capital à divisão do Minho e Douro dos Caminhos de Ferro do Estado. Após a inauguração, a estação da Trindade tornou-se uma das mais importantes em território nacional, devido ao elevado movimento diário de comboios.
O lanço até à Trindade foi inaugurado a 14 de março de 1932, apesar de a Estação da Trindade só ter sido inaugurada em 1938.
| Túnel                                             | comp.  | (de)       | (a)        | Linhas                 |
| Túnel                                             | comp.  | Construção | Construção | Linhas                 |
| ------------------------------------------------- | ------ | ---------- | ---------- | ---------------------- |
| Campanhã–Trindade                                 | 2300 m | 2000.06    | 2002.10    |                        |
| Salgueiros–Ponte                                  | 4000 m | 2002.05    | 2003.10    |                        |
| Lapa                                              | 0500 m | ?          | 1932.03    |                        |
| Túnel J                                           | 0274 m | 2002.12    | 2003.05    | —                      |
| Contumil–Rio Tinto                                | 0950 m | 2009.09    | 2010.04    |                        |
| Guindais*                                         | 090 m  | ?          | 2004.02    | Funicular dos Guindais |
| (*) gerido pelo Metro do Porto entre 2004 e 2020. |        |            |            |                        |

### Transição para o Metro do Porto
Na década de 1990, iniciou-se o processo de construção do Metro do Porto, aproveitando parte do traçado das linhas da Póvoa e de Guimarães a partir da Trindade. Desta forma, em 28 de Abril de 2001 foi encerrado o lanço até à Senhora da Hora.